# Irvington (Nova York)
Irvington és una població dels Estats Units a l'estat de Nova York. Segons el cens del 2000 tenia 6.631 habitants.

## Demografia
Segons el cens del 2000, Irvington tenia 6.631 habitants, 2.518 habitatges, i 1.812 famílies. La densitat de població era de 917,7 habitants/km².
Dels 2.518 habitatges en un 37,7% hi vivien nens de menys de 18 anys, en un 62,2% hi vivien parelles casades, en un 7,6% dones solteres, i en un 28% no eren unitats familiars. En el 24,3% dels habitatges hi vivien persones soles el 9,5% de les quals corresponia a persones de 65 anys o més que vivien soles. El nombre mitjà de persones vivint en cada habitatge era de 2,6 i el nombre mitjà de persones que vivien en cada família era de 3,13.
Per edats la població es repartia de la següent manera: un 28,2% tenia menys de 18 anys, un 3,9% entre 18 i 24, un 28,1% entre 25 i 44, un 26,3% de 45 a 60 i un 13,6% 65 anys o més.
L'edat mediana era de 40 anys. Per cada 100 dones de 18 o més anys hi havia 86,5 homes.
La renda mediana per habitatge era de 96.467 $ i la renda mediana per família de 120.895 $. Els homes tenien una renda mediana de 85.708 $ mentre que les dones 50.714 $. La renda per capita de la població era de 93.457 $. Entorn de l'1,2% de les famílies i el 3,1% de la població estaven per davall del llindar de pobresa.